# カキシュ・トゥクール
カキシュ・トゥクール（caquix tucur）とはマヤ神話「ポポル・ヴフ」に登場するミミズク。
シバルバーの使者アフポップ・アチフの一羽。カキシュがおうむ、トゥクールがミミズクを意味する。背中が赤い。チャビ・トゥクール、ホロム・トゥクール、フラカン・トゥクールとともにアフポップ・アチフを構成する。